# Freienorla
Freienorla est une commune allemande de l'arrondissement de Saale-Holzland, Land de Thuringe.

## Géographie
La commune comprend le quartier de Pritschroda. Ici, l'Orla se jette dans la Saale.

## Histoire
Les premiers habitants s'installent 500 av. J.-C.
Freienorla est mentionné pour la première fois en 1236.
En 1547, Joachim von Brandenstein encercle les soldats espagnols dans le village et les décapite.
Au cimetière sept victimes des marches de la mort sont enterrées après avoir traversé le village, menacées par des SS. Environ 1500 prisonniers ont passé deux nuits dans des granges et la manufacture de porcelaine. En 1985, une stèle est élevée.

## Source, notes et références
- (de) Cet article est partiellement ou en totalité issu de l’article de Wikipédia en allemand intitulé « Freienorla » (voir la liste des auteurs).